# NGC 2403
Az NGC 2403 (más néven Caldwell 7) egy spirálgalaxis a Camelopardalis (Zsiráf) csillagképben.

## Felfedezése
Az NGC 2403 galaxist William Herschel fedezte fel 1788-ban. Egyike az északi égbolt látványosabb objektumainak, melyeket Charles Messier kihagyott saját katalógusából.

## Tudományos adatok
Az NGC 2403 131 km/s sebességgel távolodik tőlünk. Ezidáig két szupernóvát figyeltek meg a galaxisban:
- SN 1954J, melyet 1954. október 24. fedeztek fel.
- SN 2004dj, mely II-P típusú szupernóva, és 2004. július 31-én fedezték fel.